# Casualties of War
Casualties of War (br: Pecados de Guerra; pt: Corações de Aço) é um filme de 1989 dirigido por Brian de Palma e cujo roteiro, de David Rabe, é uma adaptação de um artigo de Daniel Lang. O filme é baseado no sequestro, estupro coletivo e assassinato da jovem vietnamita Phan Thi Mao. O caso é conhecido como Incidente na Colina 192.

## Sinopse
Testemunha de um crime brutal, o soldado Eriksson é forçado a defrontar sozinho os seus companheiros e o comandante do grupo, o sargento Meserve, um homem poderoso e carismático, empurrado para os limites da barbárie pelo terror e pela brutalidade da guerra. Com profundidade, acção e dureza, Brian De Palma (Os Intocáveis) cria uma história devastadora sobre a luta de um homem pela sanidade e pela justiça no meio do caos da guerra.

## Elenco
- Michael J. Fox — Pfc. Max Eriksson
- Sean Penn — Sgt. Tony Meserve
- Don Harvey — Cpl. Thomas E. Clark
- John C. Reilly — Pfc. Herbert Hatcher
- John Leguizamo — Pfc. Antonio Diaz
- Thuy Thu Le — Thị Oanh Thân / Garota do ônibus
- Erik King — Cpl. "Brownie" Brown
- Jack Gwaltney — Pfc. Rowan
- Ving Rhames — Lt. Reilly
- Dan Martin — Hawthorne
- Dale Dye — Capt. Hill